# Рябиновый вальс
«Ряби́новый вальс» — российский полнометражный художественный фильм 2009 года режиссёров Алёны Семёновой и Александра Смирнова, который одновременно является оператором.

## Сюжет
История фильма повествует о малоизвестных фактах заключительного периода Великой Отечественной войны. Оштинский район Вологодской области освобождён от гитлеровцев, налаживается мирная жизнь.
По решению Наркомата обороны вся территория района, ранее занятая врагом, должна быть очищена от военной техники и боеприпасов.
Специальное подразделение сапёров, созданное в основном из женщин и девушек 17-20 лет, под командованием молодого офицера-инструктора, проводит работы по разминированию.
Их боевая работа — постоянный риск потерять жизнь.
В центре сюжета — история яркой и короткой любви Алексея (Леонид Бичевин) и матери-одиночки Полины (Карина Андоленко).
Неожиданностью для главных героев становится возвращение с фронта мужа Полины — Егора (Сергей Горобченко), считавшегося погибшим. Похоронка об его гибели была отправлена командиром части ошибочно.
Сюжет фильма основан на реальных событиях.

## В ролях
| Актёр                | Роль                 |
| -------------------- | -------------------- |
| Леонид Бичевин       | Алексей Смирнов      |
| Карина Андоленко     | Полина Иванова       |
| Елизавета Арзамасова | сестра Полины Елена  |
| Валерия Ланская      | Маруся Городецкая    |
| Сергей Горобченко    | муж Полины Егор      |
| Дарья Мельникова     | Любовь Синица        |
| Денис Сухомлинов     | сын Полины Тимофей   |
| Владислав Ветров     | следователь Кириллов |
| Константин Милованов | Дорофеев             |
| Игорь Пушкарёв       | Петрович             |
| Максим Емельянов     | Цветков              |
| Мария Бердинских     | Клавдия Маркова      |

## Награды и номинации
| Церемония                                                                         | год  | номинация                                           | результат |
| --------------------------------------------------------------------------------- | ---- | --------------------------------------------------- | --------- |
| 8 Международный фестиваль кинематографических дебютов «Дух Огня» (Ханты-Мансийск) | 2010 | Приз «Золотая тайга»                                | Победа    |
| 18 Международный кинофестиваль «Любовь и сумасшествие» (Варна)                    | 2010 | Гран-при                                            | Победа    |
| 18 Фестиваль русского кино в Онфлёр (Франция)                                     | 2010 | Лучший дебют                                        | Победа    |
| 20 Международный кинофорум «Золотой Витязь»                                       | 2011 | Лучший актёрский ансамбль                           | Победа    |
| Премия «Золотой орёл»                                                             | 2011 | Лучшая музыка к фильму (Евгений Дога)               | Победа    |
| Премия «Золотой орёл»                                                             | 2011 | Лучшая женская роль второго плана (Валерия Ланская) | Номинация |

## Статьи и публикации
- Ирина Сорокина. Расцвела рябина в Вологде // Министерство культуры Российской Федерации : пресс-релиз. — 2010. — 29 апреля.
- Сухомлинов Владимир. Вальсы на минном поле // Литературная газета : интернет-версия. — 2013. — 15 мая (№ 20). — ISSN 0233-4305.
- Frederick C. Corney. Alena Semenova, Aleksandr Smirnov: The Rowan Waltz (Riabinovyi val's, 2009) (англ.) // KinoKultura : portal. — 2011. — 12 January. — ISSN 1478-6567.
- Культура. Российский фильм «Рябиновый вальс» получил на кинофестивале в Варне специальный приз // Газета.Ru : интернет-издание. — 2010. — 3 сентября.
- B. B. The Rowan Waltz (Ryabinoviy vals) (англ.) // The Cleveland International Film Festival, USA : CIFF. — 2011.

## Внешние медиафайлы
- Трейлер «Рябиновый вальс»  на Vimeo